# Read Or Die
Read or Die (リード・オア・ダイ, Rīdo oa Dai) é uma série de Light novels escrita por Hideyuki Kurata. publicado por  Shueisha's Super Dash Bunko imprint. A série segue a protagonista Yomiko Readman (codinome "The Paper") uma agente da Divisão de Operações Especiais da Biblioteca Britânica. Existem atualmente 11 novels de Read or Die. No volume 11, uma nota afirma que a série iria acabar com o próximo volume 12. Em 2007, o site oficial postou um pedido de desculpas pelo atraso na publicação do volume 12, afirmando que o autor está tentando o seu melhor para terminar a história.
Junto com os novels, Kurata fez o roteiro do mangá oficial de Read or Die, ilustrada por Shutaro Yamada, que foi originalmente publicado em revista Ultra Jump e depois impressa em quatro volumes, e os de de Read or Dream, um mangá ilustrado por Ran Ayanaga definido no mesmo universo de Read or Die.
A popularidade das novels e mangás de Read or Die resultaram na produção de Read or Die (OVA) em 2001, que foi dirigido por Koji Masunari e produzido pela SME Visual Works. Em 2003, a Aniplex produzidos R.O.D the TV, uma série anime para televisão com 26 episódios, que serviu como uma continuação dos OVAs e introduziu pela primeira vez um crossover dos personagens de Read or Dream com os de Read or Die.

## Enredo
Read or Die tem lugar em uma história alternativa do mundo onde o Império Britânico manteve-se uma grande Superpotência. O Império é garantido pela Biblioteca Britânica (大英図書館, Daiei-toshokan) uma agência de inteligência externa que trabalho na real Biblioteca Britânica e sua Divisão de Operações Especiais (Serviço de inteligência Britânico, mais conhecido como MI6) também é muitas vezes mencionados, apesar de os editores Kurata (erroneamente) dizendo-lhe que já não existia.
A série segue Yomiko Readman, também conhecido como "The Paper", uma super agente da Biblioteca de Operações Especiais (que possui um "double 0" de certificação que designa uma "licença para matar", como não série James Bond, embora ela raramente chama ele). Em ambos os novels e mangás, suas aventuras se alternam entre realizar missões para a Biblioteca Britânica e ajudar sua joven amiga romancista Nenene Sumiregawa.
Apenas o primeiro Light novel e o primeiro Mangá têm histórias semelhantes, envolvendo resgate Nenene Sumiregawa de um sequestrador vicioso. Caso contrário, os novels, mangas, e versões animadas das histórias têm enredos divergentes. Enquanto caracterizações são geralmente consistente, mesmo quando não são histórias, alguns personagens têm origens diferentes em diferentes versões da história, ou não aparecer. Ainda assim, é sobretudo uma história em curso contada através de diferentes meios de comunicação dos novels para a série animada até agora.

## Personagens

### Biblioteca britânica
A Biblioteca Britânica é uma instituição dedicada à promoção da alfabetização e da maior glória do Império Britânico. Mais do que uma simples biblioteca, a Biblioteca Britânica é uma organização política poderosa, com filiais em todo o mundo. A organização é liderada por Gentleman (ジェントルメン, Jentorumen), um velho de extrema longevidade e o poder por trás do trono do Império Britânico.
Biblioteca Britânica: Divisão de Operações Especiais大英図書館 特殊工作部 (Daiei-toshokan Tokushu-kousakubu) é o ramo coercitivo e secreto da Biblioteca Britânica. Baseado em um gigantesco complexo subterrâneo escondido embaixo do Tribunal Grande no Museu Britânico. A Divisão de Operações Especiais emprega um número de agentes com poderes e habilidades especiais e dirige as operações em todo o mundo para combater a criminalidade relacionadas a livros importantes, o terrorismo é feito para a aquisição de obras raras da Biblioteca. Seu slogan é "A paz para os livros do mundo, um martelo de ferro para aqueles que abusam deles, e a glória, e a sabedoria para o Império Britânico!".
- Yomiko Readman (読子・リードマン, Yomiko Rīdoman): é uma meio japonesa, meio inglesa e Papermaster (紙使い, Kamitsukai), um indivíduo com a habilidade de manipular papel e usá-lo como arma a sua maneira. Um professora substituta em seu tempo livre, ela é o 19º agente britânico Biblioteca de ganhar o codinome "The Paper" (ザ・ペーパー, Za Pēpā). Seu nome é uma brincadeira com a sua natureza como um verbo bibliomania-o de "ler" em japonês é pronunciada yomu. Yumiko é uma mulher apaixonada por livros.
- Joker (ジョーカー, Jōkā): É o chefe interino da Divisão de Operações Especiais. Um estereótipo inglês, com a cabeça fria e habilidade com as palavras são suas armas principais. Secretamente, ele planeja se tornar o verdadeiro chefe da Divisão de Controle e o ganho de todo o país. Seu codinome é "Joker".
- Wendy Earhart (ウェンディ・イアハート, Wendi Iahāto): É uma jovem meio-indiana e meia-inglesa. Ela ingressou na Divisão de Operações Especiais com 19 anos de idade, e logo se tornou secretária pessoal de Joker. Ela é séria e dedicada, mas desajeitada e ainda "em formação" assistente.
- Jiggy Stardust (ジギー・スターダスト, Jigī Sutādasuto): Um membro da Divisão de Operações Especiais. Um cientista idoso cujo conhecimento sobre papel é incomparável. Foi ele quem desenvolveu o uso do papel de combate (戦闘用紙, Sentōyōgami) que os Papermasters da série usam.

- Nancy Makuhari (ナンシー・幕張, Nanshī Makuhari): É uma agente de 26 anos recrutada por Joker na China (visto nas Light novels). Seu codinome e "Miss Deep" (ミス・ディープ, Misu Dīpu), sua habilidade especial é chamado de "diving" (mergulho), a capacidade de tornar-se intangível e atravessar qualquer objetos e material sólido. O "Diving" pode ser suprimido mediante o uso de amuleto de papel (御札, ofuda). Nancy não aparecer no mangá, e tem uma origem diferente no anime, onde é um dos dois clones de Mata Hari.
- Drake Anderson (ドレイク・アンダーソン, Doreiku Andāson): Um veterano das forças especiais norte-americanas, empregado pela Divisão de Operações Especiais como um dispositivo de suporte de campo mercenário para seus agentes. Drake é um soldado, sério e um tanto rude. Embora ele não tenha poderes, ele é incrivelmente forte, é um soldado altamente qualificados com experiência de combate considerável. Anderson tem uma filha chamada Maggie, a quem ele cuida profundamente (Maggie Anderson não deve ser confundido com Maggie Mui de Read or Dream). Ele também é um homem de bom coração e não irá prejudicar crianças, mesmo se isso vai contra a missão.

### Dokusensha
Dokusensha (読仙社) é a principal antagonista da série, uma organização secreta com base em Sichuan dedicado a supremacia chinesa e liderado por China (チャイナ, Chaina). Conhecida como Vovó (おばあさん, Obaa-san), pelos agentes de alto ranking da Dokusensha, ela é uma menina que assim como Gentleman, viveu durante um longo período de tempo suficiente para conhecer a história oculta da humanidade.

### Personagens coadjuvantes
- Nenene Sumiregawa (菫川 ねねね, Sumiregawa Nenene): É uma famosa autora japonesa. Ficou conhecida por escrever o românce Kimi ga boku wo shitteru (君が僕を知ってる) quando tinha apenas 13 anos. Nenene conheceu Yomiko quando ela trabalhou como professora substituta na escola de Nenene. Após Nenene ser raptada por um fã louco e posteriormente resgatada por Yomiko, as dois se tornam amigas.
- Donnie Nakajima (ドニー・ナカジマ, Donī Nakajima): É o falecido mentor Yomiko e seu grande amor. O agente conhecido como "The Paper" antes de Yomiko, morreu em suas mãos em circunstâncias misteriosas, Yomiko ainda recorda que ela o matou com seu poder. Atualmente ela usa os óculos de Donnie em sua memória, pois acredita que a leitura através deles lhe permite continuar a leitura de seu amado também.
- Faust (ファウスト, Fausuto): É um prisioneiro da Biblioteca Britânica. Como cavalheiro de China, ele tem vivido por centenas de anos e, por isso, Gentleman-o preso para esconder o segredo.

## Mídias

### Mangá
O mangá de Read or Die foi escrito por Hideyuki Kurata e ilustrado por Shutaro Yamada, e publicado na Ultra Jump em 2003-2005.

### Lista de volumes
| Volume | Título                    | Lançamento japonês | Lançamento norte-americano | Capítulos       |
| ------ | ------------------------- | ------------------ | -------------------------- | --------------- |
| 1      | Woo's Woes                | -                  | 21 de Março de 2006        | 1-8             |
| 2      | Antigos Segredos Chineses | -                  | 16 de Maio de 2006         | 9-15-16 (bonus) |
| 3      | A leitura pode ser mortal | -                  | 18 de Julho de 2006        | 17-23           |
| 4      | Querido Diário Mortal     | -                  | 19 de Setembro de 2006     | 24-30           |

Além disso, Hideyuki Kurata também escreveu o mangá Read or Dream e Ran Ayanaga o ilustrou. Sobre três irmãs Papermasters de Hong Kong. Anita King, Michelle Cheung e Maggie Mui que juntas formaram a "Paper Sisters Detective Company". Foi publicado no Japão, em quatro volumes brochura pela Shueisha em 2002.
| Volume | Título                | Lançamento japonês | Lançamento norte-americano |
| ------ | --------------------- | ------------------ | -------------------------- |
| 1      | Três Irmãs - Um Poder | -                  | 14 de Novembro de 2006     |
| 2      | O relógio Bate        | -                  | 9 de Janeiro de 2007       |
| 3      | Muitos Maggies        | -                  | 13 de Março de 2007        |
| 4      | O Último Capítulo     | -                  | 8 de Maio de 2007          |

### OVA
Com base no mangá da série Read or Die, o filme foi dirigido por Koji Masunari e lançado no início de 2001 no Japão pela Studio Deen e na Manga Entertainment em 2003. História, com personagens principais, como Yomiko Readman e Joker, é uma continuação do enredo de Read or Die, e ter lugar alguns anos após os acontecimentos do mangá.

### Anime
ROD-THE TV é uma série de anime para televisão com 26 episódios e continuação de Read or Die (OVA), animado por JCStaff e produzido pela Aniplex, dirigido por Koji Masunari e roteirizado por Hideyuki Kurata, sobre as aventuras de três irmãs Papermasters. Michelle, Maggie e Anita, que se tornam os guarda-costas de Nenene Sumiregawa. Seu título oficial de ROD-THE TV é um pega-acrônimo todos referentes à inclusão de personagens de ambos as séries de Read or Die Light novel, OVA e o mangá Read or Dream, que gira exclusivamente em torno das Irmãs Papermasters.